# Норвежский бычок
Норве́жский бычо́к (лат. Pomatoschistus norvegicus) — вид рыб из семейства бычковых (Gobiidae). Распространён в Восточной Атлантике от Лофотенских островов на севере до Ла-Манша на западе, также найден в Средиземном и Чёрном морях. Достигает длины 8 см, спина по бокам от первого спинного плавника покрыта чешуёй, на груди чешуя отсутствует. На задней части первого спинного плавника — тёмное пятно. Населяет ракушечно-илистые грунт на глубине 18—325 м.